# Todiramphus farquhari
Todiramphus farquhari е вид птица от семейство Halcyonidae. Видът е почти застрашен от изчезване.

## Разпространение
Видът е разпространен във Вануату.